# Воропанов, Сергей Александрович
Сергей Александрович Воропанов (род. 29 февраля 1980, Вологда) — российский политик. С 6 сентября 2024 года  по настоящее время Министр энергетики Московской области. С 24 ноября 2017 по 21 марта 2024 года — мэр города Вологды. С мая по 23 ноября 2017 года занимал должность заместителя главы Вологды.

## Биография
Родился 29 февраля 1980 года в городе Вологде.

### Образование
Окончил три высших учебных заведения:
Вологодскую государственную молочнохозяйственную академию им. Н. В. Верещагина по специальности «Машины и аппараты пищевых производств» в 2002 году;
ГОУ ВПО «Вологодский государственный технический университет» по специальности «Экономика и управление» на предприятии (в строительстве) в 2008 году;
ФГБОУ ВПО «Ивановский государственный энергетический университет имени В. И. Ленина», по специальности «Энергетические системы и сети» в 2013 году.
Кроме того, Воропанов в 2004 году прошёл профессиональную переподготовку в Межотраслевом институте повышения квалификации и переподготовки руководящих кадров и специалистов по программе «Менеджмент».
С 2018 по 2020 год Сергей Александрович проходил профессиональную переподготовку в федеральном государственном автономном образовательном учреждении высшего образования "Национальный исследовательский университет «Высшая школа экономики» и получил дополнительную квалификацию «Специалист по государственному и муниципальному управлению — Master of Public Administration (MPA)»
В 2020—2021 годах обучение в Московской школе управления СКОЛКОВО по программе обучения управленческих команд российских городов.

#### Трудовая деятельность
Свою трудовую деятельность Воропанов С. А. начал в 2000 году в ООО «Предприятие 100 завода ЖБИ» на должности программиста, а затем заместителя директора.
С 2005 по 2009 год замещал директора,  заместителя директора ОАО «Вологодская механизированная колонна № 19».
С 2009 по 2016 год работал в сфере энергетики на руководящих должностях ГЭП «Вологдаоблкоммунэнерго», ООО «Управляющая компания «ЭнергоСтройПроект», ООО «ВологдаЭнергоМонтаж».

#### Депутатская деятельность
В 2007 году избирался депутатом Вологодской городской Думы по одномандатному избирательному округу № 10.
1 марта 2009 года был избран депутатом Вологодской городской Думы по избирательному округу № 11.
На выборах 4 декабря 2011 года избран депутатом Законодательного Собрания области по Восточному одномандатному избирательному округу № 3 г. Вологды, избран заместителем председателя постоянного комитета Законодательного Собрания области по бюджету и налогам.

#### Муниципальная служба
В мае 2016 года принят на муниципальную службу и назначен на должность заместителя Главы города Вологды по вопросам развития городского самоуправления. В сентябре 2016 года переведён на должность заместителя Главы города Вологды — начальника Департамента экономического развития Администрации города Вологды, а в ноябре 2016 года назначен первым заместителем Мэра города Вологды.
На основании решения конкурсной комиссии по проведению конкурса на замещение должности Мэра города Вологды от 22 ноября 2017 года и решения Вологодской городской Думы от 23 ноября 2017 года № 1323 назначен на должность Мэра города Вологды и с 24 ноября 2017 года приступил к работе.
На основании решения конкурсной комиссии по проведению конкурса на замещение должности Мэра города Вологды от 19 ноября 2019 года и решения Вологодской городской Думы от 20 ноября 2019 года № 50 назначен на должность Мэра города Вологды с 26 ноября 2019 года.
21 марта 2024 года Воропанов ушёл в отставку с должности мэра Вологды.
6 сентября 2024 года назначен Министром энергетики Московской области.

## В должности мэра
- Бюджет города вырос в 2,3 раза (доходы 7,9 млрд в 2018 г. – 17,8 млрд в 2023 гг.). Увеличены собственные доходы (налоговые и неналоговые) – увеличились на более чем 1,4 млрд. рублей  (+42%). Объем поддержки федерального и областного бюджетов вырос в 2,9 раза (4,5 млрд в 2018 году – 13 млрд в 2023 году)
- Ликвидировали очередь в детские сады. На 2018 год детей в очереди в детские сады 3318 (создано более 3 тысячи мест для дошкольников, построено 8 детских садов). Построено 4 новые школы, пятая в процессе строительства, создано 3748*  мест для школьников (*цифры взяты по количеству мест, запланированных при строительстве). Капитально отремонтировали 19 школ и детских садов, пищеблоки в 8 школах. Открыты Кванториум, IT-куб, школьный кванториум в Центре образования 42
- Приняли меры поддержки медиков, педагогов, молодых и многодетных семей, ученых (премия Леденцова), конкурс на лучший ТОС. Запущен проект "Карта жителя Вологды". Город получил звание "Город трудовой доблести".
- Реализация крупных и долгожданных проектов: этапы Малого Транспортного Кольца: Ул. Поэта Романова ( в генплане с 2011 года, Сдача в 2023 году), Некрасовский мост ( в генплане с 2000 года, строительство началось в 2023 году); началась рекультивация свалки на ул. Мудрова.
- Работы по благоустройству - ремонт 85 км дорог по различным программам, ремонт 311 дворов и 19 общественных пространств, 52 км уличного освещения
- Капремонт 6 мостов (Октябрьский, Каменный, Кувшиновский, через Шограш на ул. Конева, через Шограш на ул. Можайского, через Содему на ул. Челюскинцев)

- Возрождение профессиональной футбольной команды "Динамо - Вологда". Построены открытый и закрытый скейт-парки. Построен ледовый дворец "ВологдАрена", обновлен стадион "Витязь", построены "умные" спортивные площадки, ФОКОТы, спортивные площадки.

## Работа в социальных сетях
Воропанов активно ведёт свои социальные сети. Есть страницы в ВКонтакте, Телеграм, аккаунт в TikTok. По оценке Mash Сергей Воропанов является самым популярным мэром в этой социальной сети. За свой блог в этой социальной сети мэр получил Премию Рунета в номинации «Открытые коммуникации» в 2021 году.

## Награды
- Почётная грамота Вологодской городской Думы (2011)
- Почётная грамота Законодательного собрания Вологодской области (2014)
- Благодарность Вологодской городской Думы (2014)
- Почётный знак Законодательного собрания Вологодской области «За заслуги в развитии законодательства» (2016)
- Благодарственное письмо Губернатора Вологодской области (2018).
- Премия Рунета в номинации «Открытые коммуникации» (2021)